# First Great Eastern
 (novembre 2021).
First Great Eastern était une compagnie d'exploitation ferroviaire en Angleterre appartenant à FirstGroup, qui exploitait la franchise Great Eastern de janvier 1997 à mars 2004 après la privatisation de British Rail.

## Exploitation
La compagnie First Great Eastern assurait tous les arrêts et les arrêts limités sur la Great Eastern Main Line entre London Liverpool Street et Southend Victoria, Southminster, Braintree, Colchester Town, Clacton-on-Sea, Walton-on-the-Naze, Harwich Town et Ipswich. Elle a également desservi les lignes Romford-Upminster et Gainsborough de Marks Tey à Sudbury. Dans le paysage ferroviaire britannique de l'époque, elle n'avait pas vraiment le caractère d'une compagnie régionale mais plutôt un profil d'opérateur de grande banlieue.
En mai 2003, la Strategic Rail Authority ne retient pas First Great Eastern parmi les entreprises autorisées à candidater à l'exploitation de la franchise Greater Anglia, appelée à succéder à la Great Eastern Main Line. Cette décision est critiquée, tant par les usagers que par certains parlementaires,.

## Matériel roulant
First Great Eastern a hérité d'une flotte des Class 312, Class 315 et des Class 321 de British Rail. Une Class 153 a été embauchée par Anglia Railways pour le service Marks Tey à Sudbury parce qu'elle n'était pas électrifiée, une classe 150 étant utilisée les jours de semaine et une Class 153 les fins de semaine. Avant cet arrangement, une de Class 121 a été embauchée par Silverlink.  
Un engagement de franchise était le remplacement des Class 312. En mai 2001, First Great Eastern a commandé 21 Class 360 Désiros, la première rame entra en service commercial le août 2003.

### Class 312
First Great Eastern a hérité de 24 unités, 312701-724. Ceux-ci ont été utilisés principalement sur les services de Colchester à Walton-on-the-Naze et de Manningtree à Harwich et London Liverpool Street sur les trains de pointe d'Ipswich et de Clacton.
En 2003, First Great Eastern a acquis de nouvelles unités de Class 360 pour remplacer ces trains. Les unités ont été progressivement retirées du trafic et en mars 2004, seules trois séries, 312718/721/723, sont restées en service.

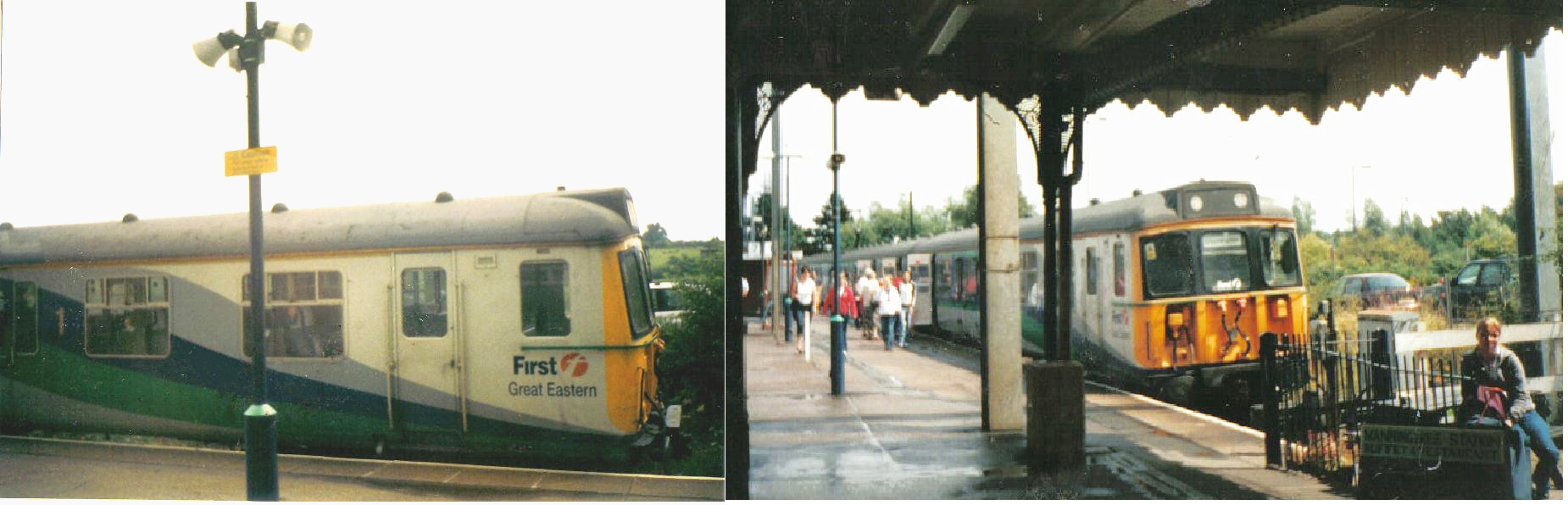
Une Class 312 a l'époque de First Great Eastern a Manningtree.
Les Class 312 sont restés en service commercial jusqu'en 2004 sur le réseau Great Eastern.

### Class 315
Les Class 315 ont été réparties entre First Great Eastern (43 unités) et West Anglia Great Northern (18 unités).

### Class 321
Le First Great Eastern a hérité de 66 unités de classe 321/3 et de 11 unités de classe 321/4.

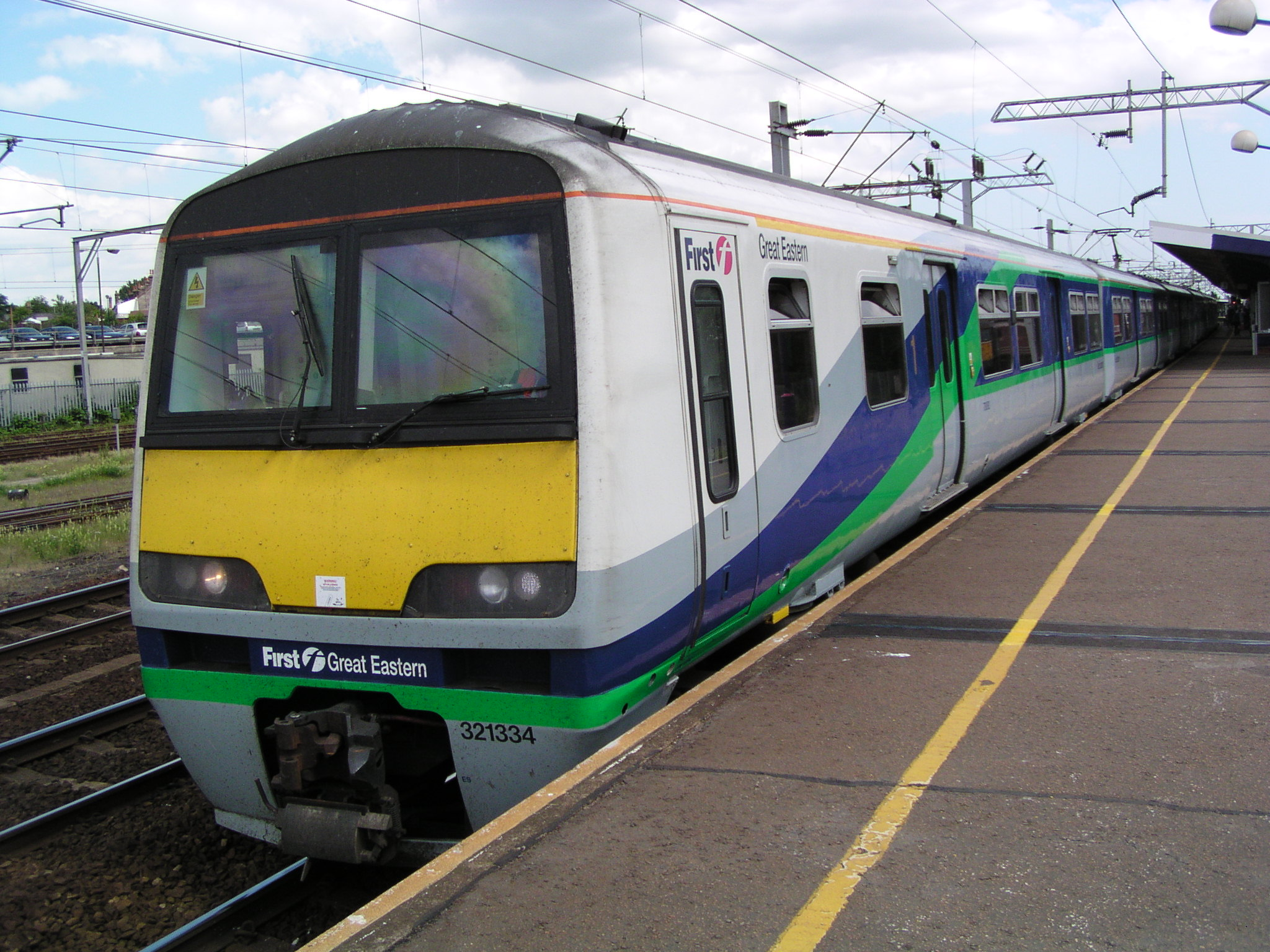
La Class 321334 a Colchester

### Class 360
First Great Eastern a commandé 21 unités de quatre wagons pour remplacer ses vieilles unités Slam-Door (Class 312). Ils sont entrés en service de août 2003 à mi-2004, elles ont complètement remplacé les ancienne unités. Elles sont principalement utilisés sur London Liverpool Street pour les services de Clacton-on-Sea, Ipswich et Colchester Town. Ils courent aussi à Walton-on-the-Naze aux heures de pointe.
| Classe           | Image | Type                   | Vitesse | Nombre                  | Route assuré | Année de construction |
| ---------------- | ----- | ---------------------- | ------- | ----------------------- | --- | --------------------- |
| Class 121        |       | Autorail diesel        | 112     | Louer a Silverlink      | Marques Tey - Sudbury | 1960                  |
| Class 150        |       | Autorail diesel        | 120     | Louer a Anglia Railways | Marques Tey - Sudbury | 1984-1987             |
| Class 153        |       | Autorail diesel        | 120     | Louer a Anglia Railways | Marques Tey - Sudbury | 1987-1988             |

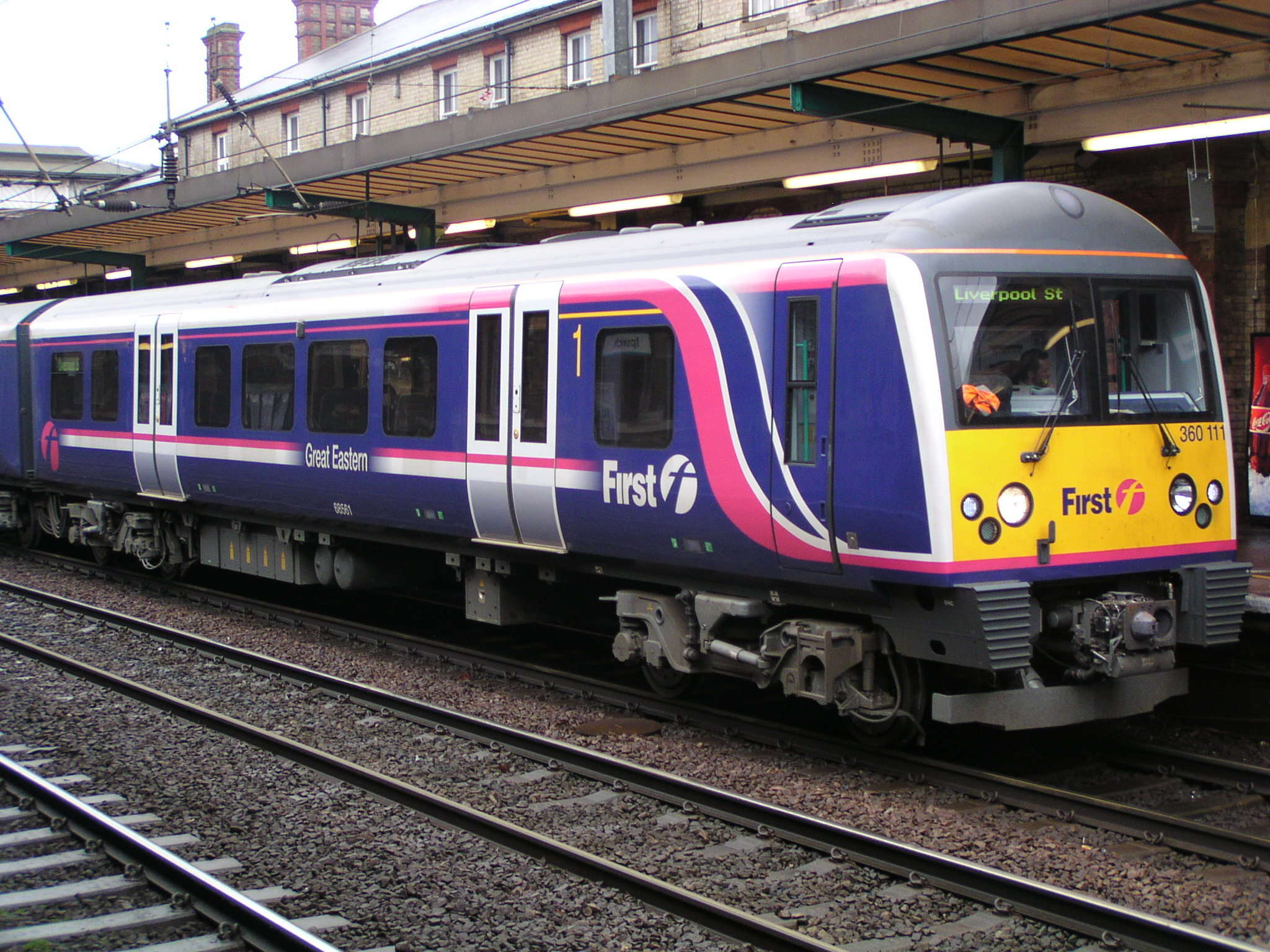
Une Class 360 a Ipswich a l'époque de First Great Eastern

| Class 312        |       | Automotrice électrique | 145     | 24                      | Colchester - Walton-sur-le-Naze Harwich Town - Manningtree Londres Liverpool Street - Clacton-on-Sea et Ipswich (heures de pointe seulement)                       | 1975-1978             |
| Class 315        |       | Automotrice électrique | 120     | 43                      | Londres Liverpool Street - Shenfield et Southminster Romford - Upminster                                                                                           | 1980-1981             |
| Class 321        |       | Automotrice électrique | 160     | 77                      | Londres Liverpool Street - Braintree, Southend Victoria, Ipswich, Walton-sur-le-Naze, Colchester Town, Clacton-on-Sea Wickford - Southminster (dimanche seulement) | 1988-1990             |
| Class 360 Désiro |       | Automotrice électrique | 160     | 21                      | Londres Liverpool Street - Clacton-sur-Mer et Harwich Town. London Liverpool Street - Ipswich (heures de pointe seulement)                                         | 2002-2003             |